# Cantó de Le Mêle-sur-Sarthe
El cantó de Le Mêle-sur-Sarthe és un cantó francès del departament de l'Orne, situat al districte d'Alençon. Té 15 municipis i el cap es Le Mêle-sur-Sarthe.

## Municipis
- Aunay-les-Bois
- Boitron
- Bursard
- Coulonges-sur-Sarthe
- Essay
- Hauterive
- Laleu
- Marchemaisons
- Le Mêle-sur-Sarthe
- Le Ménil-Broût
- Ménil-Erreux
- Neuilly-le-Bisson
- Saint-Aubin-d'Appenai
- Saint-Léger-sur-Sarthe
- Les Ventes-de-Bourse

## Història
| Data d'elecció                           | Identitat             | Partit                                  | Qualitat |
| ---------------------------------------- | --------------------- | --------------------------------------- | -------- |
| 1951-1994                                | Pierre d'Harcourt     | Divers droite, després RPR              |          |
| 1994-2001                                | Serge Marpaud         | Divers droite                           |          |
| 2001-                                    | Christophe de Balorre | RPR, després UMP, després Divers droite |          |
| les dades anteriors no són pas conegudes |                       |                                         |          |
|                                          |                       |                                         |          |

## Demografia
| A partir de 1990: Població sense dobles comptes |